# Skugglobmossa
Skugglobmossa (Tritomaria exsecta) är en bladmossart som först beskrevs av Casimir Christoph Schmidel och Heinrich Adolph Schrader, och fick sitt nu gällande namn av Victor Félix Schiffner och Leopold Loeske. Enligt Catalogue of Life ingår Skugglobmossa i släktet lobmossor och familjen Scapaniaceae, men enligt Dyntaxa är tillhörigheten istället släktet lobmossor och familjen Lophoziaceae. Enligt den svenska rödlistan är arten starkt hotad i Sverige. Arten förekommer i Götaland, Svealand och Nedre Norrland. Artens livsmiljö är skogslandskap. Inga underarter finns listade i Catalogue of Life.

## Bildgalleri

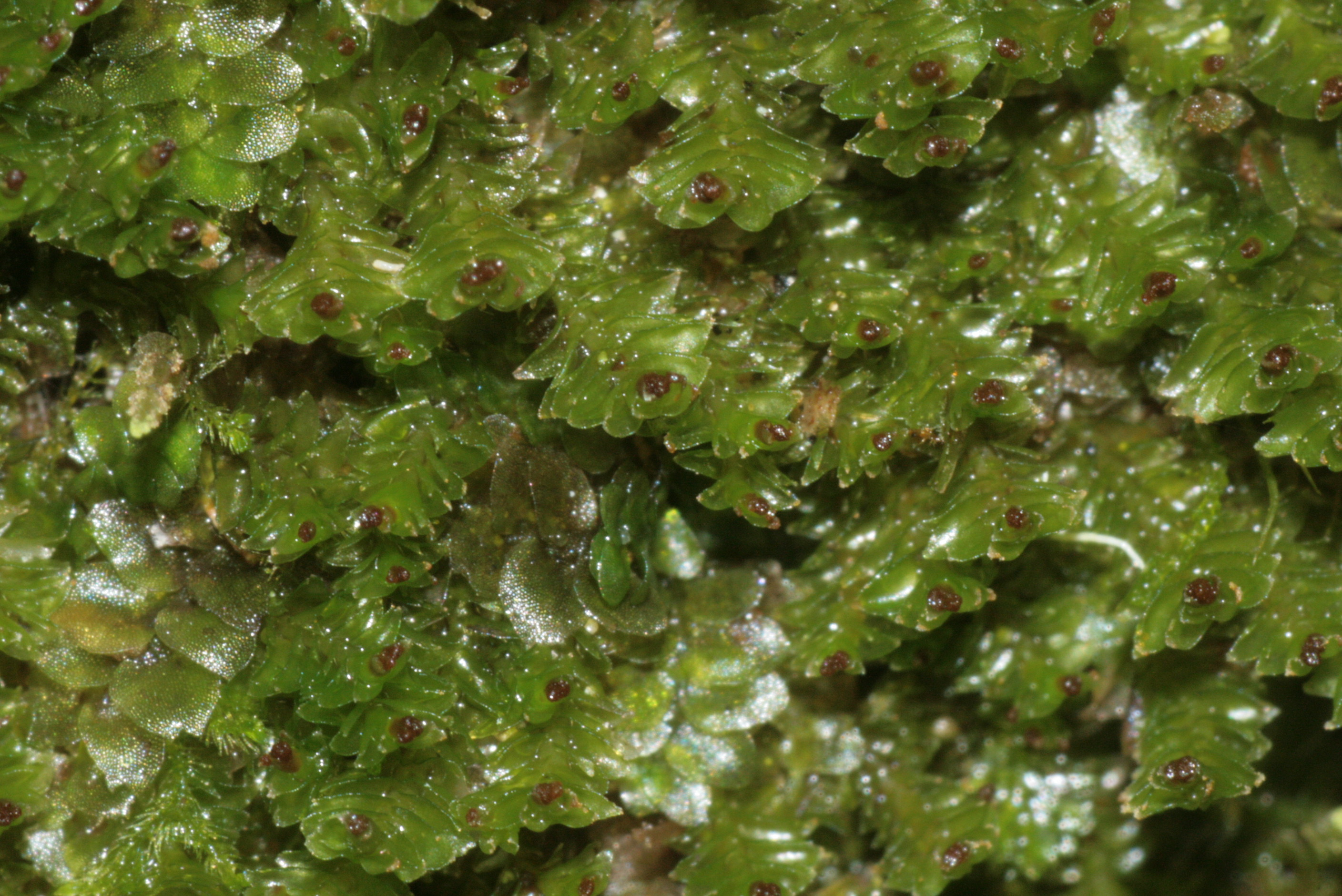
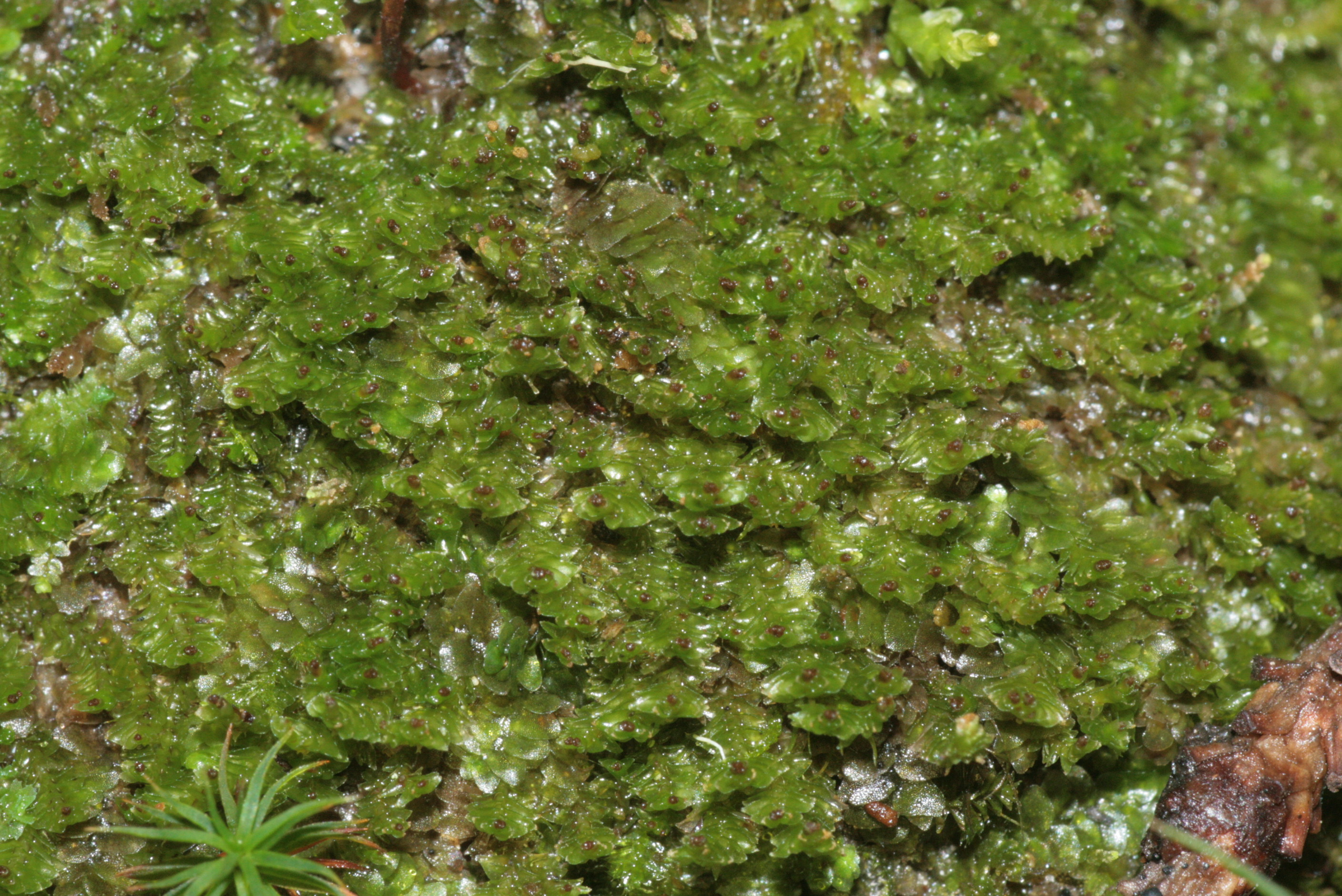
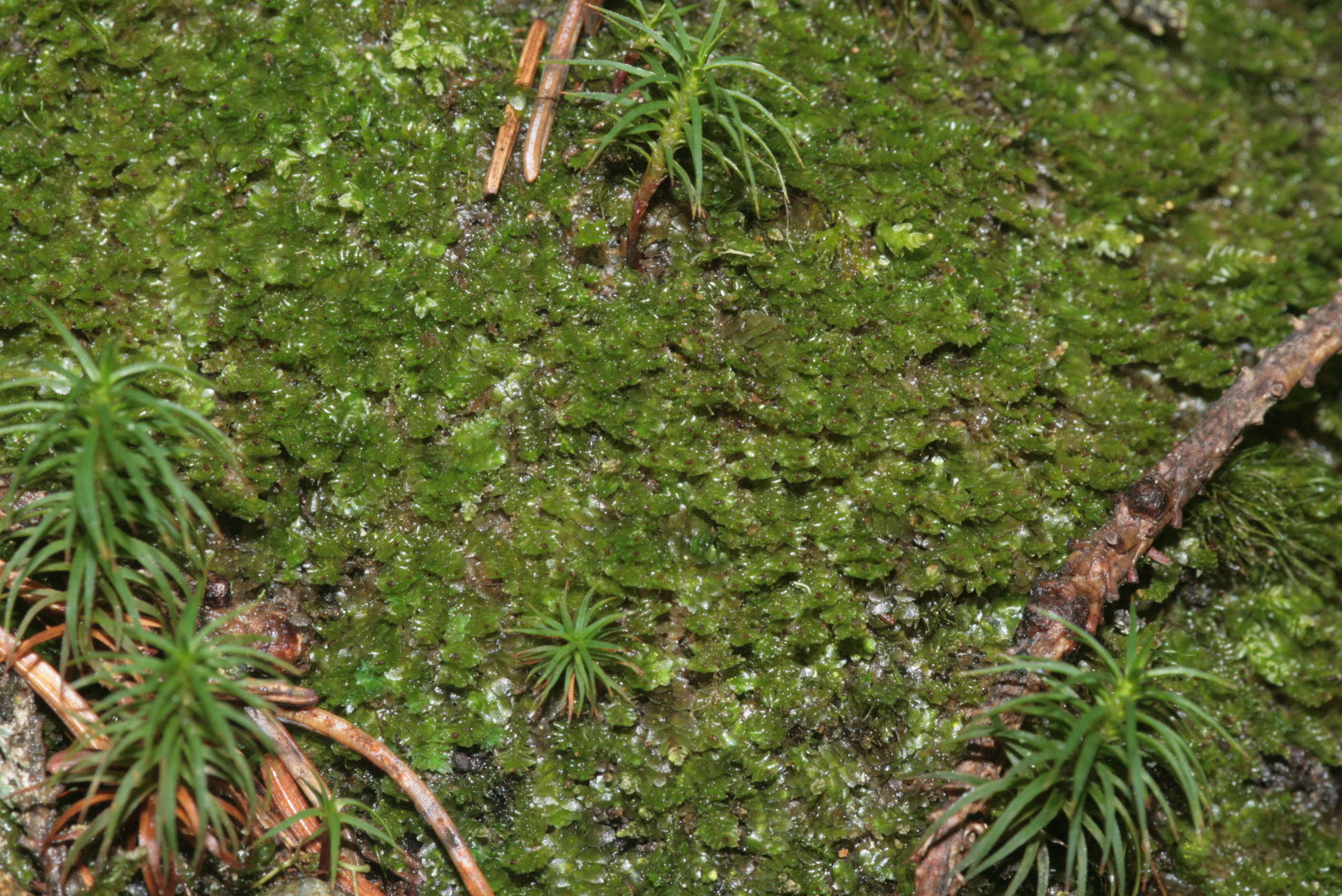
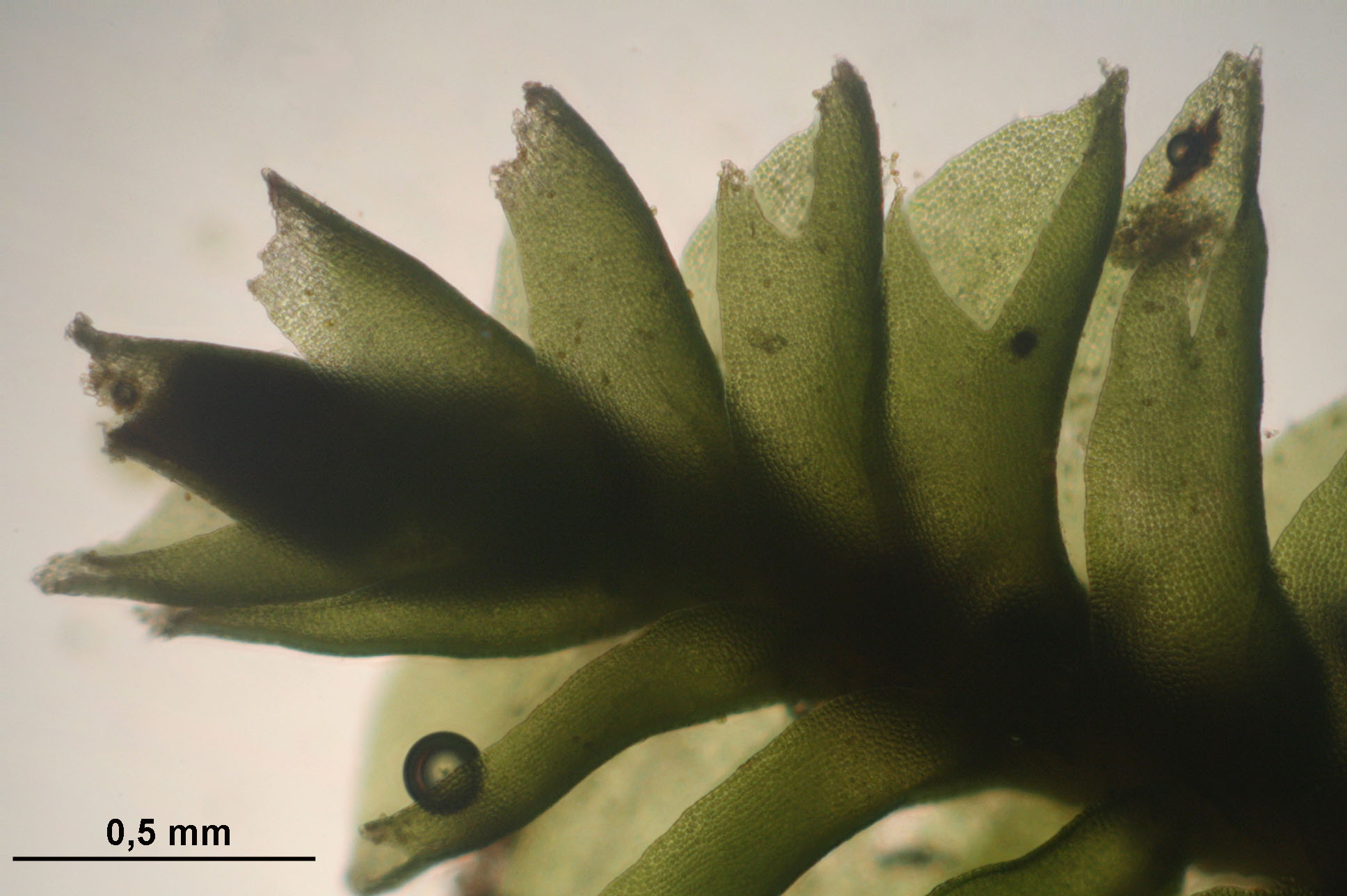